# Полет 471 на „Джапан Еър Лайнс“
Полет 471 на „Джапан Еър Лайнс“ е международен пътнически полет от летище „Токио Ханеда“, Токио, Япония, до летище „Лондон Хийтроу“, Лондон, Великобритания, с междинни кацания в Хонконг, Банкок, Ню Делхи, Кайро, Рим и Франкфурт, управляван от „Джапан Еър Лайнс“. На 14 юни 1972 г. самолетът „Дъглас DC-8-53“, който изпълнява полета, се разбива близо до международното летище Палам, Ню Делхи, Индия и убива 76 от 78 пътници и 10 от 11 членове на екипажа на борда. При сблъсъка на машината са убити още 4 души на земята.
Сред убитите са бразилската актриса Лейла Диниз, както и единственият индийски пътник на полета д-р К.К.П. Нарасинга Рао, високопоставен служител на Организацията по прехрана и земеделие на ООН.
Точната причина за инцидента остава спорна. Следователи, които представляват Япония, посочват възможността фалшив сигнал за глисада да причини катастрофата. Индийските следователи твърдят, че катастрофата е причинена от грешка на пилота, по-специално капитанът пренебрегва индикациите на приборите и не вижда пистата (първият офицер изпълнява захода за Ню Делхи).